# Eutelichthys leptochirus
Eutelichthys leptochirus  o Paraliparis leptochirus, noto in italiano come paraliparide, è un pesce abissale della famiglia Liparidae.

## Distribuzione e habitat
È presente soltanto nel  mar Mediterraneo, dove è rarissimo ma noto anche in Italia, in Liguria.
Vive tra i 500 ed almeno 700 metri di profondità.

## Descrizione
Questo piccolo pesce ha un aspetto simile ad un girino, con parte caudale sottile e compressa lateralmente e parte anteriore più ingrossata. Il muso è arrotondato, con bocca piccola. Le pinne dorsale, caudale ed anale sono unite; le pinne pettorali sono piccole, le pinne ventrali mancano del tutto. Linea laterale e scaglie assenti.
Il colore è bruno beige con ventre scuro, azzurrastro. La bocca è blu scuro all'interno.
Misura al massimo 4 cm.

## Biologia
Ignota.